# Тарасово (Минская область)
Тара́сово (бел. Тара́сава) — деревня в Ждановичском сельсовете, в 2 км на запад от Минска.

## История

### В составе ВКЛ и Речи Посполитой
В 1477 году упоминается как имение Тарасовское (бел. маёнтак Тарасаўскі) в Минском повете Виленского воеводства ВКЛ.
В 1516 году — село, собственность Федковича и князя К. И. Острожского.
В 1521 году село являлось центром имения князя К. И. Острожского.
В 1582 году — местечко, центр Тарасовской волости в Минском повете и Минском воеводстве ВКЛ.
В 1667 году — имение, 12 дымов, собственность Друцкого-Горского.
В 1681 году — 3 двора.
В 1766 году — 5 дворов.
В 1791 году — 14 дворов, 106 жителей, собственность Григоровича и Францевича.

### В составе Российской империи
После Второго раздела Речи Посполитой (1793) — в составе Российской империи.
В 1800 году — фольварк и деревня, 16 дворов, 126 жителей, собственность Корсаков.
В 1861 году — село, 11 дворов, 119 жителей, церковь, в Старосельской волости Минского уезда.
В 1879 году в имении открыт винокуренный завод Григоровича (8 рабочих).
В 1897 году — деревня, 36 дворов, 218 жителей, часовня на кладбище; фольварк — 55 жителей, ветряная мельница; в Старосельской волости Минского уезда.

### После 1917
В 1917 году в селе было 72 двора, 242 жителя; в имении — 107 жителей. С февраля по декабрь 1918 оккупирована войсками кайзеровской Германии.
С июля 1919 по июль 1920, а также в середине октября 1920 — войсками Польши.
С 1919 году в составе БССР.
В 1922 году создан совхоз «Тарасово».
С 20 августа 1924 деревня в составе Ратомского сельсовета Заславского района Минской округи (до 26 июля 1930).
Во время Великой Отечественной войны с конца июня 1941 до начала июля 1944 оккупирована немецко-фашистскими войсками.
В 1941—1942 действовало Тарасово-Ратомское антифашистское подполье.
В 1946 году на братской могиле советских воинов был установлен обелиск.
С 20 января 1960 — в составе Ждановичского сельсовета, в Ждановичском тепличном комбинате (центр — д. Кунцевщина).

В августе 1961 года все районные и республиканские газета поместили следующее сообщение: 
«В д. Тарасово старший агроном экспериментальной базы Ждановичи В. Т. Козырь под молодым дубом (во время выравнивания площадки) на глубине 1 метра нашел боевое знамя 7-го стрелкового полка, завернутый в обветшавшую гимнастерку. Знамя было передано в штаб БВО, а затем отправлено в Москву».
В 1964 году на братской могиле подпольщиков был установлен обелиск. В 1970 около деревни была поставлена стела в честь Тарасово-Ратомского подполья.

## В настоящее время
В 1997 году было 256 хозяйств, 511 житель.
В 2010 году была базовая школа, ясли-сад, отделение связи, магазин, церковь. В 2010 году насчитывалось 400 хозяйств, 1345 жителей.